# Rzepiennik Biskupi

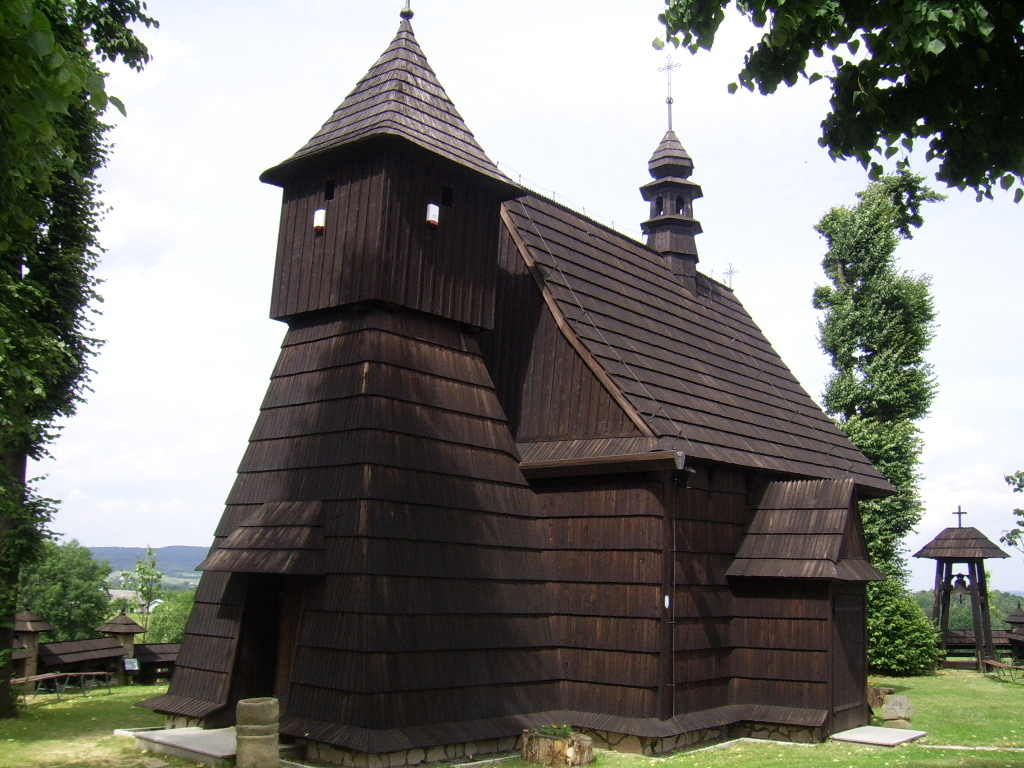
Biserica de lemn „Sfântul Ioan Botezatorul”

Rzepiennik Biskupi este un sat din Voievodatul Polonia Mică, fiind situat la 88 km de Cracovia.
Biserica de lemn "Sfântul Ioan Botezatorul" a fost construită în secolul al XVI-lea.
În cimitirul parohiei catolice se află îngropați 19 austrieci și 128 de ruși, care au murit în Primul Război Mondial. În memoria lor a fost ridicat un monument, fiind realizat de Jana Szczepkowskiego.